# All I Have (album)
För musiksingeln av Jennifer Lopez från hennes album This Is Me...Then (2002), se All I Have (Jennifer Lopez-låt)
All I Have är debutalbumet av den amerikanska R&B-sångerskan Amerie, släppt den 30 juli 2002 via Columbia Records i USA. Skivan debuterade på en 9:e plats på Billboard 200 i augusti men låg endast två veckor över topp-20 på listan och föll ur topp-100 i sin fjortonde vecka. Trots detta certifierades albumet guld av RIAA den 3 oktober och tjänade Amerie en Soul Train Music Award för "Best R&B/Soul or Rap New Artist" följande år. 
Enligt Nielsen SoundScan har skivan fram till juli 2009 sålt över 661 000 exemplar i USA. 

## Innehållsförteckning
Alla sånger komponerades av Rich Harrison utom de som indikeras.
1. "Why Don't We Fall in Love" – 2:39
2. "Talkin' to Me" – 3:54
3. "Nothing Like Loving You" – 3:51
4. "Can't Let Go" – 4:21
5. "Need You Tonight" – 3:49
6. "Got to Be There" – 3:01
7. "I Just Died" – 3:29
8. "Hatin' on You" – 3:57
9. "Float" – 4:03
10. "Show Me" – 4:14
11. "All I Have" – 4:08
12. "Outro" (Harrison, Amerie Rogers, Cory Rooney) – 1:03

Japanska bonusspår
1. "Just What I Needed to See" – 3:15
2. "Why Don't We Fall in Love" (Main Mix featuring Ludacris) – 3:30
3. "Why Don't We Fall in Love" (Richcraft Remix) – 3:36

## Listor
| Lista (2002)                                 | Topposition |
| -------------------------------------------- | ----------- |
| Japanska Oricon Albums Chart                 | 181         |
| Amerikanska Billboard 200                    | 9           |
| Amerikanska Billboard Top R&B/Hip-Hop Albums | 2           |

## Releasehistorik
| Region         | Datum            | Skivbolag     |
| -------------- | ---------------- | ------------- |
| USA            | 30 juli 2002     | Columbia/Rise |
| Storbritannien | 5 augusti 2002   | Columbia      |
| Japan          | 10 november 2002 | Sony          |